# Wojciech Walewski
Wojciech Walewski herbu Kolumna – sędzia ziemski sieradzki w latach 1767–1776, podsędek sieradzki w latach 1745–1767.
Deputat województwa sieradzkiego na Trybunał Główny Koronny w 1762 roku.